# Никола Поповић (народни херој)
Никола Поповић (Липа, код Цетиња, 9. децембар 1916 — Београд, 8. новембар 2005), учесник Народноослободилачке борбе, генерал-мајор ЈНА и народни херој Југославије.

## Биографија
Рођен је 9. децембра 1916. године, у селу Липи, код Цетиња, његов отац Крсто Зрнов Поповић, био је црногорски генерал и један од вођа Божићне побуне, 1919. године, против династије Карађорђевић. Током Другог светског рата Крсто је био вођа квислиншке оружане формације у НД Црној Гори зване Ловћенска бригада. Група Крста Поповића је била дистанцирана од групације окупљене око Секуле Дрљевића, али је ипак била под командом италијанских окупатора са задатком да се бори против партизана у Црној Гори, иако су му синови били у партизанима.
Школовао се у родном месту, затим Цетињу, па у Белгији — где му је отац боравио у избеглиштву. Члан Комунистичке партије Југославије постао је 1936. године.
Учесник је Народноослободилачке борбе од 1941. године. У Тринаестојулском устанку, био је на челу герилског одреда у борби за Чева и учествовао у борбама за ослобађање Цетиња. У току борбе на Сутјесци постављен је за команданта батаљона, који је имао задатак да обезбеди повратак Покрајинског комитета КПЈ за Црну Гору на окупирану територију Црне Горе. По ослобођењу Београда постављен је за команданта београдске бригаде народне одбране.
По ослобођењу Југославије завршио је Војну академију ЈНА. Након тога је постављен за начелника Девете поморске области, обављао је дужности начелника катедре КОВ-а у Вишој војној поморској академији, начелника катедре оператике у Ратној школи ЈНА све до 1973. године, када је пензионисан у чину генерал-мајора.
Умро је 8. новембра 2005. године у Београду, а сахрањен је у родном месту.
Носилац је Партизанске споменице 1941. године и других југословенских одликовања. Орденом народног хероја одликован је 27. новембра 1953. године.